# Bistum Sylhet
Das Bistum Sylhet (lat.: Dioecesis Sylhetensis) ist eine in Bangladesch gelegene römisch-katholische Diözese mit Sitz in Sylhet. Es umfasst die Division Sylhet im Nordosten Bangladeschs.

## Geschichte
Papst Benedikt XVI. gründete es am 8. Juli 2011 aus Gebietsabtretungen des Erzbistums Dhaka, dem es auch als Suffragandiözese unterstellt wurde.

## Bischöfe von Sylhet
- Bejoy Nicephorus D’Cruze OMI, 2011–2020, dann Erzbischof von Dhaka
- Shorot Francis Gomes, seit 2021